# تاکا ریکوکو
تاکا ریکوکو (انگلیسی: Taka Michinoku؛ زادهٔ ۲۶ اکتبر ۱۹۷۳) ورزشکار هنرهای رزمی ترکیبی و کشتی‌گیر کشتی حرفه‌ای اهل ژاپن است.